# Зимові юнацькі Олімпійські ігри
Зимові Юнацькі Олімпійські ігри — спортивні міжнародні змагання для молодих людей у віці від 14 до 18 років, створені Міжнародним олімпійським комітетом (МОК) на 119 зібранні, що відбулося в Гватемала Сіті 4 в 7 липня 2007.
Літні юнацькі Олімпійські ігри проводяться кожні 4 роки, в роки літніх Олімпійських ігор. Перші Зимові Юнацькі олімпійські ігри відбудлися 2012 в Інсбруку.
Основою емблеми Зимових Юнацьких Олімпійських ігор-2012 став Золотий дах, відома пам'ятка Інсбрука.
| Рік  | Ігри                                | Місто       | Країна         |
| 2012 | I Зимові Юнацькі Олімпійські ігри   | Інсбрук     | Австрія        |
| 2016 | II Зимові Юнацькі Олімпійські ігри  | Ліллегаммер | Норвегія       |
| 2020 | III Зимові Юнацькі Олімпійські ігри | Лозанна     | Швейцарія      |
| 2024 | IV Зимові Юнацькі Олімпійські ігри  | Канвон      | Південна Корея |